# Angelo Pereni
Angelo Pereni (Gorla Minore, 12 dicembre 1943 – Gorla Minore, 11 settembre 2020) è stato un allenatore di calcio e calciatore italiano, di ruolo attaccante.

## Carriera

### Giocatore
Nella sua carriera da calciatore ha giocato in Serie A a cavallo tra gli anni '60 e '70 vestendo le maglie di Legnano, Novara (1965-1966), Catania (dal 1966 al 1972) e Palermo (1972-1973), collezionando 49 presenze complessive in Serie A e 210 presenze e 13 reti in Serie B.

### Allenatore
Diventa allenatore professionista di prima categoria nel 1974. Inizia la sua carriera da allenatore in Serie C. Nella stagione 1978-1979 allena il Giulianova. Poi Teramo, le giovanili della SPAL con Battista Rota allenatore e il Mantova. Poi assume il ruolo di allenatore in seconda di tecnici quali Tarcisio Burgnich, Ottavio Bianchi, Rino Marchesi e Roberto Clagluna. Nella primavera del 1989 sostituisce Marchesi in un Como in difficoltà ma il suo arrivo peggiora le cose portando alla retrocessione.
Dal 1990 al 1994 allena con Emiliano Mondonico il Torino prima di passare al Cagliari come vice di Óscar Tabárez. Poi torna a lavorare con Mondonico all'Atalanta.
Nella stagione 1997-1998 siede come vice di Cesare Prandelli sulla panchina del Lecce. In seguito alle dimissioni del tecnico di Orzinuovi assume la guida della squadra per tre giornate fino all'arrivo di Nedo Sonetti.
Allenatore in seconda dal 2011 al 2014 della Nazionale albanese guidata da Gianni De Biasi, è morto l'11 settembre 2020.

## Palmarès

### Giocatore

#### Competizioni nazionali
- Serie C: 1

Novara: 1964-1965